# 日尼亚克拉内特
日尼亚克拉内特（法語：Gignac-la-Nerthe，法語發音：[ʒiɲak la nɛʁt]）是法国罗讷河口省的一个市镇，属于伊斯特尔区。

## 地理
日尼亚克拉内特（43°23'35.48"N, 5°14'8.10"E）面积8.64 平方千米，位于法国普罗旺斯-阿尔卑斯-蓝色海岸大区罗讷河口省，该省份为法国东南部沿海省份，北起沃克吕兹省，西接加尔省，南濒地中海，东临瓦尔省。
与日尼亚克拉内特接壤的市镇（或旧市镇、城区）包括：马蒂格新堡、昂叙埃斯拉勒多讷、马里尼亚讷、莱佩讷米拉博、勒罗沃、圣维克托雷。

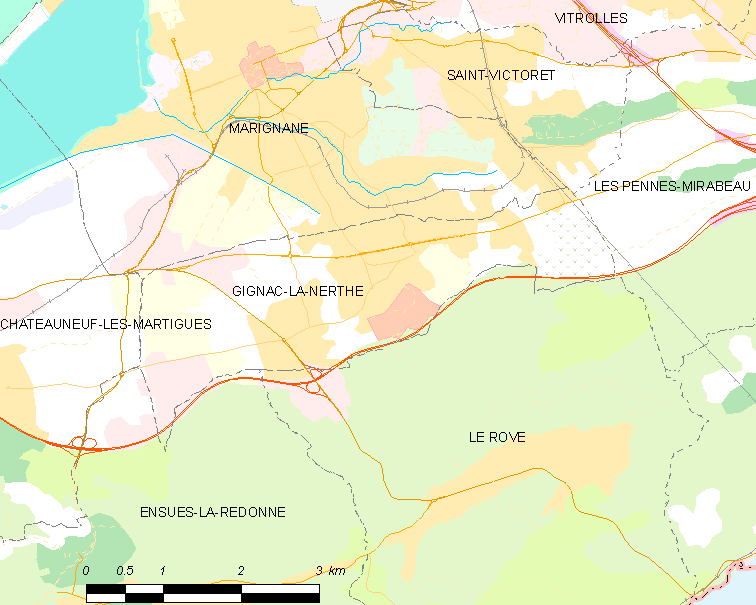
日尼亚克拉内特的OSM定位图

日尼亚克拉内特的时区为UTC+01:00、UTC+02:00（夏令时）。

## 行政
日尼亚克拉内特的邮政编码为13180，INSEE市镇编码为13043。

## 政治
日尼亚克拉内特所属的省级选区为马里尼亚讷县。

## 人口

1962-2008年间日尼亚克拉内特人口变化图示

日尼亚克拉内特于2022年1月1日时的人口数量为10030人。